# ギャロウェイ伯爵
ギャロウェイ伯爵（Earl of Galloway）は、スコットランド貴族の伯爵位。1623年にステュアート王室の分流にあたるアレグザンダー・ステュアートが叙位されたのに始まる。

## 歴史
スコットランド王室ステュアート王家の遠戚にあたり、ガーリーズ (Garlies) の土地を所有するアレグザンダー・ステュアートは、1607年7月19日にガーリーズ荘園を相続する男系男子への継承を定めたスコットランド貴族爵位のガーリーズ卿 (Lord Garlies) に叙位された。ついで1623年9月19日にはステュアート家の姓と紋章を受け継ぐ男系男子への継承を規定したスコットランド貴族ギャロウェイ伯爵に叙位された。
その次男ジェームズ・ステュアートは、襲爵前の1627年4月18日にノバスコシア準男爵位のコースウェルのステュアート準男爵に叙せられた。1649年に父が死去した際、兄とその息子がすでに死去していたことから、彼が第2代ギャロウェイ伯爵位を継承した。しかしイングランド内戦期に王党派だった彼は1654年に罰金を科されている。
その曽孫にあたる第6代ギャロウェイ伯アレグアンダー・ステュアートは、1756年8月24日にノバスコシア準男爵位のバリーのステュアート準男爵を継承している（第4代準男爵）。この準男爵位は初代ギャロウェイ伯の弟の息子アーチボルド・ステュアートが1687年11月4日に叙されたノバスコシア準男爵位であり、直系・非直系問わず、男子相続人を継承者とする継承方法をとる。そのため3代準男爵サー・ジェームズ・ステュアートが死去した後、6代ギャロウェイ伯が継承することになったものである。
6代伯の息子である7代伯ジョン・ステュアートは、襲爵前の1761年から1773年までトーリー党の下院議員として活動し、1773年に襲爵した後、1774年から1790年までスコットランド貴族代表議員として上院議員に列した。1784年から1806年にかけて寝室侍従長を務め、1796年6月6日にはグレートブリテン貴族爵位ウィグトン州におけるガーリーズのガーリーズのステュアート男爵 (Baron Stewart of Garlies, of Garlies in the County of Wigton) に叙位された。そのためこれ以降の当主は、1999年の貴族院改革で世襲貴族の議席が制限されるまで自動的に貴族院議員に列するようになった。
7代伯の息子の8代伯ジョージ・ステュアートは、王立海軍軍人であり、青色艦隊大将まで昇進した。1806年に襲爵する前にはトーリー党の下院議員も務めた。
9代伯ランドルフ・ステュアートも1834年に襲爵する前にトーリー党の下院議員だった。
10代伯アラン・プランタジネット・ステュアートも1873年に襲爵するまで保守党の下院議員だった。
1901年に10代伯が死去した後、弟のランドルフ・ヘンリー・ステュアートが11代伯を継承し、彼が1920年に死去した後、息子のランドルフ・アルジャーノン・ロナルド・ステュアートが12代伯を継承。彼が1978年に死去した後、その息子のランドルフ・キース・レジナルド・ステュアートが13代伯を継承した。
現在の当主は14代伯アンドリュー・クライド・ステュアートである。

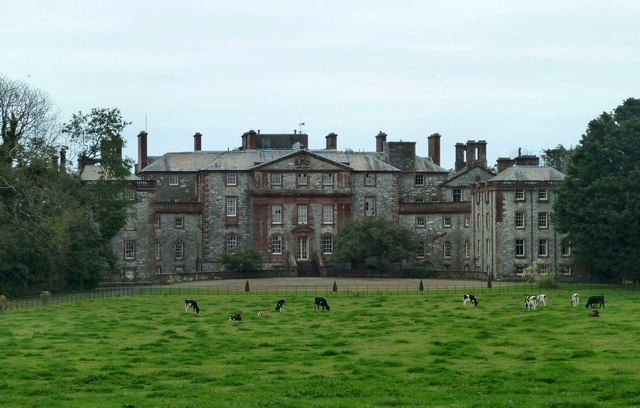
旧邸宅ギャロウェイ・ハウス

1740年代から1908年までウィグタウンシャー・ガーリエストンのギャロウェイ・ハウスを本邸とした。現在はダンフリーズ・アンド・ガロウェイ・ニュートン・ステュアートに近いカムローデン・ハウス (Cumloden House) を本邸とする。

## 現当主の保有爵位/準男爵位
- 第13代ギャロウェイ伯爵 (13th Earl of Galloway)
(1623年9月19日の勅許状によるスコットランド貴族爵位)
- 第13代ガーリーズ卿 (13th Lord Garlies)
(1607年7月19日の勅許状によるスコットランド貴族爵位)
- ウィグトン州におけるガーリーズのガーリーズの第7代ステュアート男爵 (7th Baron Stewart of Garlies, of Garlies in the County of Wigton)
(1796年6月6日の勅許状によるグレートブリテン貴族爵位)
- (コースウェルの)第12代準男爵 (12th Baronet, "of Corsewell")
(1627年4月18日の勅許状によるノバスコシア準男爵)
- (バリーの)第10代準男爵 (10th Baronet, "of Burray")
(1687年11月4日の勅許状によるノバスコシア準男爵)

## ギャロウェイ伯 (1623年)
- 初代ギャロウェイ伯アレグザンダー・ステュワート（英語版） (-1649)
- 2代ギャロウェイ伯ジェイムズ・ステュアート (1610頃–1671)
- 3代ギャロウェイ伯アレグザンダー・ステュアート (1643頃–1690)
- 4代ギャロウェイ伯アレグザンダー・ステュアート (1660–1694)
- 5代ギャロウェイ伯ジェームズ・ステュアート (-1746)
- 6代ギャロウェイ伯アレグザンダー・ステュアート (1694頃–1773)
- 7代ギャロウェイ伯ジョン・ステュアート（英語版） (1736–1806)
- 8代ギャロウェイ伯ジョージ・ステュアート（英語版） (1768–1834)
- 9代ギャロウェイ伯ランドルフ・ステュアート（英語版） (1800–1873)
- 10代ギャロウェイ伯アラン・プランタジネット・ステュアート（英語版） (1835–1901)
- 11代ギャロウェイ伯ランドルフ・ヘンリー・ステュアート（英語版） (1836–1920)
- 12代ギャロウェイ伯ランドルフ・アルジャーノン・ロナルド・ステュアート（英語版） (1892–1978)
- 13代ギャロウェイ伯ランドルフ・キース・レジナルド・ステュアート（英語版） (1928-2020)
- 14代ギャロウェイ伯アンドリュー・クライド・ステュアート (1949-)
  - 法定推定相続人は息子ガーリーズ卿アレグザンダー・パトリック・ステュアート (1980-)

## バリーのステュアート準男爵 (1687年)
- 初代準男爵サー・アーチボルド・ステュアート (-1689)
- 2代準男爵サー・アーチボルド・ステュアート (-1704)
- 3代準男爵サー・ジェームズ・ステュアート (-1756)
- 4代準男爵アレグアンダー・ステュアート (1694頃–1773) 第6代ギャロウェイ伯を継承
  - 以降はギャロウェイ伯爵参照